# FIVB Volleyball World Grand Prix 2014
FIVB Volleyball World Grand Prix 2014 spelades 25 juli till 24 augusti 2014. Det var den 22:a upplagan av tävlingen, som organiseras av FIVB. I turneringen deltog 28 landslag och Brasilien vann tävlingen för tionde gången genom att besegra Japan i finalen. Yūko Sano utsågs till mest värdefulla spelare.

## Regelverk

### Format
Tävlingen hade tre division (1-3) som samtliga spelade seriespel där alla möte alla andra lag en gång.
- De tre första lagen i division 3 och samt laget från arrangörslandet (om det var bland de tre första lagen ersattes det av laget på fjärde plats) spelade ett slutspel med semifinaler, match om tredje plats och final. Vinnare av finalen flyttas upp till division 2 för följande säsong.
- De tre första lagen i division 2 och samt laget från arrangörslandet (om det var bland de tre första lagen ersattes det av laget på fjärde plats) spelade ett slutspel med semifinaler, match om tredje plats och final. Vinnare av finalen flyttas upp till division 1 för följande säsong. Laget kom i sist i seriespelet degraderades istället till division 3 (om det inte var värd för slutspelet, i så fall degraderades det näst sista laget).
- De fem första lagen i division 1 och samt laget från arrangörslandet (om det var bland de tre första lagen ersattes det av laget på sjätte plats)  spelade ett nytt seriespel där de delades in i två grupper om tre lag i varje. De två första i varje grupp gick vidare till slutspel  med semifinaler, match om tredje plats och final om titeln. Laget kom i sist i seriespelet degraderades istället till division 2 (om det inte var värd för slutspelet, i så fall degraderades det näst sista laget).

### Metod för att bestämma tabellplacering
Om slutresultatet blev 3-0 eller 3-1 tilldelades 3 poäng till det vinnande laget och 0 till det förlorande laget, om slutresultatet blev 3-2 tilldelades 2 poäng till det vinnande laget och 1 till det förlorande laget.
Lagens position i respektive grupp bestämdes utifrån (i tur och ordning):
- Antal vunna matcher
- Poäng;
- Kvot vunna/förlorade set
- Kvot vunna/förlorade bollpoäng
- Inbördes möten.

## Deltagande lag
| Lag                     | Kvalificerat genom                         | Deltog senast                         |
| ----------------------- | ------------------------------------------ | ------------------------------------- |
| Algeriet                | Wild card                                  | FIVB Volleyball World Grand Prix 2013 |
| Argentina               | 16:e FIVB Volleyball World Grand Prix 2013 | FIVB Volleyball World Grand Prix 2013 |
| Australien              | Wild card                                  | Debut                                 |
| Belgien                 | 2:a European League 2013                   | Debut                                 |
| Brasilien               | 1:a FIVB Volleyball World Grand Prix 2013  | FIVB Volleyball World Grand Prix 2013 |
| Bulgarien               | 9:a FIVB Volleyball World Grand Prix 2013  | FIVB Volleyball World Grand Prix 2013 |
| Kanada                  | Wild card                                  | FIVB Volleyball World Grand Prix 2003 |
| Kina                    | 2:a FIVB Volleyball World Grand Prix 2013  | FIVB Volleyball World Grand Prix 2013 |
| Sydkorea                | Wild card                                  | FIVB Volleyball World Grand Prix 2012 |
| Kroatien                | Wild card                                  | Debut                                 |
| Kuba                    | 6:a Panamerikanska cupen 2013              | FIVB Volleyball World Grand Prix 2013 |
| Tyskland                | 11:a FIVB Volleyball World Grand Prix 2013 | FIVB Volleyball World Grand Prix 2013 |
| Japan                   | 4:a FIVB Volleyball World Grand Prix 2013  | FIVB Volleyball World Grand Prix 2013 |
| Kazakstan               | 17:a FIVB Volleyball World Grand Prix 2013 | FIVB Volleyball World Grand Prix 2013 |
| Kenya                   | Wild card                                  | Debut                                 |
| Italien                 | 5:a FIVB Volleyball World Grand Prix 2013  | FIVB Volleyball World Grand Prix 2013 |
| Mexiko                  | Wild card                                  | Debut                                 |
| Nederländerna           | 12:a FIVB Volleyball World Grand Prix 2013 | FIVB Volleyball World Grand Prix 2013 |
| Peru                    | Wild card                                  | FIVB Volleyball World Grand Prix 2011 |
| Polen                   | 15:e FIVB Volleyball World Grand Prix 2013 | FIVB Volleyball World Grand Prix 2013 |
| Puerto Rico             | 18:e FIVB Volleyball World Grand Prix 2013 | FIVB Volleyball World Grand Prix 2013 |
| Tjeckien                | 14:e FIVB Volleyball World Grand Prix 2013 | FIVB Volleyball World Grand Prix 2013 |
| Dominikanska republiken | 10:a FIVB Volleyball World Grand Prix 2013 | FIVB Volleyball World Grand Prix 2013 |
| Ryssland                | 7:a FIVB Volleyball World Grand Prix 2013  | FIVB Volleyball World Grand Prix 2013 |
| Serbien                 | 3:a FIVB Volleyball World Grand Prix 2013  | FIVB Volleyball World Grand Prix 2013 |
| USA                     | 6:a FIVB Volleyball World Grand Prix 2013  | FIVB Volleyball World Grand Prix 2013 |
| Thailand                | 13:e FIVB Volleyball World Grand Prix 2013 | FIVB Volleyball World Grand Prix 2013 |
| Turkiet                 | 8:a FIVB Volleyball World Grand Prix 2013  | FIVB Volleyball World Grand Prix 2013 |

## Turneringen

### Gruppspelsfasen[2]

#### Division 1

##### Första helgen
| Grupp A  | Grupp B  | Grupp C                 |
| -------- | -------- | ----------------------- |
| Japan    | Sydkorea | Brasilien               |
| Ryssland | Tyskland | Kina                    |
| USA      | Serbien  | Italien                 |
| Turkiet  | Thailand | Dominikanska republiken |

###### Grupp A
| 1 augusti 2014 Başkent Voleybol Salonu, Ankara Speltid: 1:57 - Åskådare: 1 500 | USA      | 1 - 3 | Ryssland | 25-22, 18-25, 20-25, 20-25        |
| 1 augusti 2014 Başkent Voleybol Salonu, Ankara Speltid: 1:25 - Åskådare: 3 500 | Turkiet  | 3 - 0 | Japan    | 29-27, 25-19, 25-21               |
| 2 augusti 2014 Başkent Voleybol Salonu, Ankara Speltid: 1:50 - Åskådare: 1 000 | Ryssland | 3 - 1 | Japan    | 25-23, 25-13, 24-26, 25-18        |
| 2 augusti 2014 Başkent Voleybol Salonu, Ankara Speltid: 2:26 - Åskådare: 5 600 | Turkiet  | 3 - 2 | USA      | 25-21, 27-29, 25-21, 20-25, 15-12 |
| 3 augusti 2014 Başkent Voleybol Salonu, Ankara Speltid: 2:22 - Åskådare: 3 500 | Japan    | 2 - 3 | USA      | 27-25, 17-25, 22-25, 26-24, 11-15 |
| 3 augusti 2014 Başkent Voleybol Salonu, Ankara Speltid: 2:18 - Åskådare: 7 500 | Turkiet  | 3 - 2 | Ryssland | 25-23, 29-27, 14-25, 18-25, 15-10 |

###### Grupp B
| 1 augusti 2014 Hwaseong Sports Complex, Hwaseong Speltid: 1:24 - Åskådare: 1 750 | Serbien  | 3 - 0 | Tyskland | 26-24, 25-20, 25-15               |
| 1 augusti 2014 Hwaseong Sports Complex, Hwaseong Speltid: 1:54 - Åskådare: 3 150 | Sydkorea | 3 - 1 | Thailand | 23-25, 25-22, 25-16, 25-20        |
| 2 augusti 2014 Hwaseong Sports Complex, Hwaseong Speltid: 2:07 - Åskådare: 3 130 | Sydkorea | 3 - 1 | Tyskland | 21-25, 25-20, 25-22, 25-21        |
| 2 augusti 2014 Hwaseong Sports Complex, Hwaseong Speltid: 2:10 - Åskådare: 3 010 | Serbien  | 2 - 3 | Thailand | 19-25, 25-18, 25-20, 19-25, 13-15 |
| 3 augusti 2014 Hwaseong Sports Complex, Hwaseong Speltid: 1:50 - Åskådare: 5 030 | Sydkorea | 1 - 3 | Serbien  | 22-25, 24-26, 25-21, 9-25         |
| 3 augusti 2014 Hwaseong Sports Complex, Hwaseong Speltid: 1:31 - Åskådare: 4 830 | Thailand | 0 - 3 | Tyskland | 21-25, 22-25, 21-25               |

###### Grupp C
| 1 augusti 2014 PalaSerradimigni, Sassari Speltid: 2:01 - Åskådare: 1 500 | Brasilien               | 3 - 1 | Kina                    | 25-21, 23-25, 25-17, 25-16        |
| 1 augusti 2014 PalaSerradimigni, Sassari Speltid: 1:28 - Åskådare: 3 000 | Italien                 | 3 - 0 | Dominikanska republiken | 25-18, 25-23, 25-15               |
| 2 augusti 2014 PalaSerradimigni, Sassari Speltid: 1:27 - Åskådare: 2 800 | Kina                    | 3 - 0 | Dominikanska republiken | 25-18, 25-21, 25-23               |
| 2 augusti 2014 PalaSerradimigni, Sassari Speltid: 1:20 - Åskådare: 4 500 | Brasilien               | 3 - 0 | Italien                 | 25-21, 25-16, 25-15               |
| 3 augusti 2014 PalaSerradimigni, Sassari Speltid: 1:33 - Åskådare: 1 800 | Dominikanska republiken | 0 - 3 | Brasilien               | 24-26, 19-25, 18-25               |
| 3 augusti 2014 PalaSerradimigni, Sassari Speltid: 2:12 - Åskådare: 3 800 | Italien                 | 3 - 2 | Kina                    | 25-18, 18-25, 25-22, 18-25, 15-10 |

##### Andra helgen
| Grupp D   | Grupp E                 | Grupp F  |
| --------- | ----------------------- | -------- |
| Brasilien | Tyskland                | Kina     |
| Sydkorea  | Dominikanska republiken | Japan    |
| Ryssland  | Serbien                 | Italien  |
| USA       | Turkiet                 | Thailand |

###### Grupp D
| 8 augusti 2014 Ginásio do Ibirapuera, São Paulo Speltid: 2:03 - Åskådare: 1 757   | Ryssland  | 1 - 3 | USA      | 25-22, 19-25, 18-25, 17-25 |
| 8 augusti 2014 Ginásio do Ibirapuera, São Paulo Speltid: 1:18 - Åskådare: 5 069   | Brasilien | 3 - 0 | Sydkorea | 25-16, 25-12, 25-15        |
| 9 augusti 2014 Ginásio do Ibirapuera, São Paulo Speltid: 1:29 - Åskådare: 10 250  | Brasilien | 3 - 0 | Ryssland | 25-15, 25-21, 25-17        |
| 9 augusti 2014 Ginásio do Ibirapuera, São Paulo Speltid: 1:21 - Åskådare: 2 046   | USA       | 3 - 0 | Sydkorea | 25-15, 25-17, 25-16        |
| 10 augusti 2014 Ginásio do Ibirapuera, São Paulo Speltid: 1:48 - Åskådare: 10 315 | Brasilien | 3 - 0 | USA      | 25-20, 25-22, 29-27        |
| 10 augusti 2014 Ginásio do Ibirapuera, São Paulo Speltid: 2:09 - Åskådare: 1 794  | Ryssland  | 1 - 3 | Sydkorea | 25-21, 21-25, 25-27, 22-25 |

###### Grupp E
| 8 augusti 2014 Başkent Voleybol Salonu, Ankara Speltid: 1:28 - Åskådare: 700    | Serbien                 | 0 - 3 | Tyskland                | 21-25, 28-30, 18-25               |
| 8 augusti 2014 Başkent Voleybol Salonu, Ankara Speltid: 2:02 - Åskådare: 3 000  | Turkiet                 | 2 - 3 | Dominikanska republiken | 25-23, 25-19, 22-25, 22-25, 9-15  |
| 9 augusti 2014 Başkent Voleybol Salonu, Ankara Speltid: 2:24 - Åskådare: 1 500  | Tyskland                | 3 - 2 | Dominikanska republiken | 25-19, 19-25, 22-25, 25-16, 16-14 |
| 9 augusti 2014 Başkent Voleybol Salonu, Ankara Speltid: 2:14 - Åskådare: 6 000  | Turkiet                 | 3 - 2 | Serbien                 | 18-25, 25-19, 22-25, 25-20, 17-15 |
| 10 augusti 2014 Başkent Voleybol Salonu, Ankara Speltid: 1:26 - Åskådare: 1 000 | Dominikanska republiken | 0 - 3 | Serbien                 | 21-25, 22-25, 25-27               |
| 10 augusti 2014 Başkent Voleybol Salonu, Ankara Speltid: 1:53 - Åskådare: 7 500 | Turkiet                 | 3 - 1 | Tyskland                | 25-15, 25-19, 21-25, 25-20        |

###### Grupp F
| 8 augusti 2014 Hong Kong Coliseum, Hong Kong Speltid: 2:10 - Åskådare: 7 673   | Japan   | 2 - 3 | Italien  | 20-25, 17-25, 25-21, 25-20, 11-15 |
| 8 augusti 2014 Hong Kong Coliseum, Hong Kong Speltid: 1:58 - Åskådare: 9 533   | Kina    | 3 - 1 | Thailand | 29-27, 25-18, 20-25, 25-15        |
| 9 augusti 2014 Hong Kong Coliseum, Hong Kong Speltid: 1:23 - Åskådare: 7 776   | Italien | 3 - 0 | Thailand | 25-19, 25-21, 25-23               |
| 9 augusti 2014 Hong Kong Coliseum, Hong Kong Speltid: 1:24 - Åskådare: 10 243  | Kina    | 3 - 0 | Japan    | 25-16, 25-14, 25-22               |
| 10 augusti 2014 Hong Kong Coliseum, Hong Kong Speltid: 1:47 - Åskådare: 9 203  | Japan   | 3 - 1 | Thailand | 25-18, 25-15, 19-25, 25-20        |
| 10 augusti 2014 Hong Kong Coliseum, Hong Kong Speltid: 1:54 - Åskådare: 10 667 | Kina    | 3 - 1 | Italien  | 25-20, 25-18, 22-25, 25-16        |

##### Tredje helgen
| Grupp G                 | Grupp H  | Grupp I  |
| ----------------------- | -------- | -------- |
| Brasilien               | Tyskland | Kina     |
| Dominikanska republiken | Italien  | Sydkorea |
| USA                     | Ryssland | Japan    |
| Thailand                | Turkiet  | Serbien  |

###### Grupp G
| 15 augusti 2014 Indoor Stadium Huamark, Bangkok Speltid: 2:08 - Åskådare: 6 500 | Thailand                | 3 - 1 | Dominikanska republiken | 25-17, 25-23, 20-25, 25-22        |
| 15 augusti 2014 Indoor Stadium Huamark, Bangkok Speltid: 2:37 - Åskådare: 4 500 | Brasilien               | 3 - 2 | USA                     | 29-31, 22-25, 25-22, 25-19, 15-9  |
| 16 augusti 2014 Indoor Stadium Huamark, Bangkok Speltid: 1:29 - Åskådare: 4 500 | Brasilien               | 3 - 0 | Dominikanska republiken | 25-19, 25-11, 29-27               |
| 16 augusti 2014 Indoor Stadium Huamark, Bangkok Speltid: 2:10 - Åskådare: 6 500 | Thailand                | 2 - 3 | USA                     | 19-25, 25-19, 25-20, 12-25, 10-15 |
| 17 augusti 2014 Indoor Stadium Huamark, Bangkok Speltid: 2:04 - Åskådare: 4 800 | Dominikanska republiken | 1 - 3 | USA                     | 21-25, 25-15, 19-25, 27-29        |
| 17 augusti 2014 Indoor Stadium Huamark, Bangkok Speltid: 1:22 - Åskådare: 7 000 | Thailand                | 0 - 3 | Brasilien               | 15-25, 18-25, 17-25               |

###### Grupp H
| 15 augusti 2014 Dvorec Sporta Jantarnyj, Kaliningrad Speltid: 2:14 - Åskådare: 980   | Turkiet  | 1 - 3 | Tyskland | 25-20, 34-36, 20-25, 22-25        |
| 15 augusti 2014 Dvorec Sporta Jantarnyj, Kaliningrad Speltid: 1:53 - Åskådare: 4 500 | Ryssland | 3 - 1 | Italien  | 25-27, 25-19, 25-19, 25-18        |
| 16 augusti 2014 Dvorec Sporta Jantarnyj, Kaliningrad Speltid: 2:19 - Åskådare: 1 000 | Italien  | 3 - 2 | Tyskland | 22-25, 21-25, 25-18, 25-14, 15-12 |
| 16 augusti 2014 Dvorec Sporta Jantarnyj, Kaliningrad Speltid: 2:07 - Åskådare: 4 619 | Ryssland | 3 - 1 | Turkiet  | 28-26, 19-25, 25-21, 25-15        |
| 17 augusti 2014 Dvorec Sporta Jantarnyj, Kaliningrad Speltid: 1:54 - Åskådare: 1 100 | Italien  | 1 - 3 | Turkiet  | 23-25, 19-25, 25-22, 23-25        |
| 17 augusti 2014 Dvorec Sporta Jantarnyj, Kaliningrad Speltid: 1:34 - Åskådare: 5 100 | Tyskland | 0 - 3 | Ryssland | 25-27, 24-26, 24-26               |

###### Grupp I
| 15 augusti 2014 Fórum de Macau, Macao Speltid: 1:45 - Åskådare: 2 000 | Japan    | 3 - 1 | Serbien  | 25-17, 10-25, 25-17, 25-19        |
| 15 augusti 2014 Fórum de Macau, Macao Speltid: 2:01 - Åskådare: 3 920 | Kina     | 3 - 1 | Sydkorea | 24-26, 25-18, 25-22, 25-19        |
| 16 augusti 2014 Fórum de Macau, Macao Speltid: 2:27 - Åskådare: 3 560 | Japan    | 3 - 2 | Sydkorea | 22-25, 25-21, 20-25, 27-25, 15-13 |
| 16 augusti 2014 Fórum de Macau, Macao Speltid: 2:32 - Åskådare: 3 680 | Kina     | 2 - 3 | Serbien  | 26-24, 26-28, 25-21, 20-25, 15-17 |
| 17 augusti 2014 Fórum de Macau, Macao Speltid: 2:00 - Åskådare: 3 450 | Sydkorea | 3 - 1 | Serbien  | 20-25, 25-23, 25-19, 26-24        |
| 17 augusti 2014 Fórum de Macau, Macao Speltid: 2:00 - Åskådare: 4 010 | Kina     | 1 - 3 | Japan    | 20-25, 22-25, 25-18, 26-28        |

##### Sluttabell
| Pos. | Lag                     | Pt | M | V | F | SV | SF | Kvot  | PV  | PF  | Kvot  |
| ---- | ----------------------- | -- | - | - | - | -- | -- | ----- | --- | --- | ----- |
| 1    | Brasilien               | 26 | 9 | 9 | 0 | 27 | 3  | 9.000 | 748 | 570 | 1.312 |
| 2    | Kina                    | 17 | 9 | 5 | 4 | 21 | 15 | 1.400 | 829 | 773 | 1.072 |
| 3    | Turkiet                 | 16 | 9 | 6 | 3 | 22 | 17 | 1.294 | 883 | 868 | 1.017 |
| 4    | Ryssland                | 16 | 9 | 5 | 4 | 19 | 16 | 1.188 | 807 | 777 | 1.039 |
| 5    | USA                     | 15 | 9 | 5 | 4 | 20 | 18 | 1.111 | 850 | 817 | 1.040 |
| 6    | Serbien                 | 13 | 9 | 5 | 4 | 18 | 18 | 1.000 | 806 | 790 | 1.020 |
| 7    | Sydkorea                | 13 | 9 | 4 | 5 | 17 | 20 | 0.850 | 784 | 831 | 0.943 |
| 8    | Japan                   | 13 | 9 | 4 | 5 | 16 | 19 | 0.842 | 753 | 810 | 0.930 |
| 9    | Italien                 | 12 | 9 | 5 | 4 | 18 | 18 | 1.000 | 769 | 780 | 0.986 |
| 10   | Tyskland                | 12 | 9 | 4 | 5 | 16 | 18 | 0.889 | 761 | 786 | 0.968 |
| 11   | Thailand                | 6  | 9 | 2 | 7 | 11 | 24 | 0.458 | 712 | 808 | 0.881 |
| 12   | Dominikanska republiken | 3  | 9 | 1 | 8 | 7  | 26 | 0.269 | 689 | 781 | 0.882 |

#### Division 2

##### Första helgen
| Grupp J | Grupp K       |
| ------- | ------------- |
| Belgien | Argentina     |
| Kanada  | Kuba          |
| Peru    | Nederländerna |
| Polen   | Puerto Rico   |

###### Grupp J
| 25 juli 2014 Coliseo Dibós, Lima Speltid: 1:58 - Åskådare: 1 200 | Polen   | 3 - 1 | Belgien | 25-18, 25-23, 22-25, 25-21 |
| 25 juli 2014 Coliseo Dibós, Lima Speltid: 1:52 - Åskådare: 3 300 | Peru    | 3 - 1 | Kanada  | 25-21, 25-18, 25-27, 25-16 |
| 26 juli 2014 Coliseo Dibós, Lima Speltid: 1:39 - Åskådare: 2 500 | Polen   | 3 - 1 | Kanada  | 25-15, 14-25, 25-21, 25-11 |
| 26 juli 2014 Coliseo Dibós, Lima Speltid: 1:22 - Åskådare: 5 000 | Peru    | 0 - 3 | Belgien | 21-25, 14-25, 19-25        |
| 27 juli 2014 Coliseo Dibós, Lima Speltid: 1:22 - Åskådare: 4 200 | Belgien | 3 - 0 | Kanada  | 25-13, 25-19, 28-26        |
| 27 juli 2014 Coliseo Dibós, Lima Speltid: 1:54 - Åskådare: 5 000 | Peru    | 1 - 3 | Polen   | 22-25, 23-25, 25-21, 20-25 |

###### Grupp K
| 25 juli 2014 Coliseo Guillermo Angulo, Carolina Speltid: 1:13 - Åskådare: 700   | Nederländerna | 3 - 0 | Kuba          | 25-11, 25-13, 25-20        |
| 25 juli 2014 Coliseo Guillermo Angulo, Carolina Speltid: 1:01 - Åskådare: 2 200 | Puerto Rico   | 3 - 0 | Argentina     | 25-22, 25-18, 25-22        |
| 26 juli 2014 Coliseo Guillermo Angulo, Carolina Speltid: 1:31 - Åskådare: 900   | Kuba          | 1 - 3 | Argentina     | 18-25, 25-23, 23-25, 12-25 |
| 26 juli 2014 Coliseo Guillermo Angulo, Carolina Speltid: 1:24 - Åskådare: 2 400 | Puerto Rico   | 0 - 3 | Nederländerna | 22-25, 11-25, 22-25        |
| 27 juli 2014 Coliseo Guillermo Angulo, Carolina Speltid: 1:26 - Åskådare: 600   | Argentina     | 0 - 3 | Nederländerna | 19-25, 19-25, 24-26        |
| 27 juli 2014 Coliseo Guillermo Angulo, Carolina Speltid: 1:27 - Åskådare: 2 100 | Puerto Rico   | 3 - 0 | Kuba          | 25-20, 25-17, 25-17        |

##### Andra helgen
| Grupp L       | Grupp M     |
| ------------- | ----------- |
| Argentina     | Kuba        |
| Belgien       | Peru        |
| Kanada        | Polen       |
| Nederländerna | Puerto Rico |

###### Grupp L
| 1 augusti 2014 Sportoase Leuven, Leuven Speltid: 1:18 - Åskådare: 350   | Nederländerna | 3 - 0 | Argentina     | 25-20, 25-18, 25-12               |
| 1 augusti 2014 Sportoase Leuven, Leuven Speltid: 1:30 - Åskådare: 2 453 | Belgien       | 3 - 0 | Kanada        | 25-17, 25-20, 25-19               |
| 2 augusti 2014 Sportoase Leuven, Leuven Speltid: 2:29 - Åskådare: 472   | Argentina     | 2 - 3 | Kanada        | 25-23, 25-22, 24-26, 22-25, 13-15 |
| 2 augusti 2014 Sportoase Leuven, Leuven Speltid: 2:31 - Åskådare: 3 900 | Nederländerna | 3 - 2 | Belgien       | 27-29, 20-25, 25-19, 25-23, 15-6  |
| 3 augusti 2014 Sportoase Leuven, Leuven Speltid: 2:23 - Åskådare: 300   | Kanada        | 2 - 3 | Nederländerna | 25-15, 20-25, 19-25, 25-21, 9-15  |
| 3 augusti 2014 Sportoase Leuven, Leuven Speltid: 1:29 - Åskådare: 2 790 | Argentina     | 0 - 3 | Belgien       | 26-28, 16-25, 19-25               |

###### Grupp M
| 1 augusti 2014 Coliseo Gran Chimú, Trujillo Speltid: 1:16 - Åskådare: 2 000 | Polen | 3 - 0 | Kuba        | 25-21, 26-24, 25-12               |
| 1 augusti 2014 Coliseo Gran Chimú, Trujillo Speltid: 1:22 - Åskådare: 3 500 | Peru  | 0 - 3 | Puerto Rico | 23-25, 16-25, 22-25               |
| 2 augusti 2014 Coliseo Gran Chimú, Trujillo Speltid: 1:56 - Åskådare: 3 000 | Polen | 1 - 3 | Puerto Rico | 24-26, 26-24, 10-25, 22-25        |
| 2 augusti 2014 Coliseo Gran Chimú, Trujillo Speltid: 1:19 - Åskådare: 4 000 | Peru  | 3 - 0 | Kuba        | 25-20, 25-21, 25-17               |
| 3 augusti 2014 Coliseo Gran Chimú, Trujillo Speltid: 2:03 - Åskådare: 2 000 | Kuba  | 2 - 3 | Puerto Rico | 15-25, 25-22, 26-24, 16-25, 12-15 |
| 3 augusti 2014 Coliseo Gran Chimú, Trujillo Speltid: 2:12 - Åskådare: 4 500 | Peru  | 2 - 3 | Polen       | 25-18, 23-25, 18-25, 25-22, 12-15 |

##### Tredje helgen
| Grupp N   | Grupp O       |
| --------- | ------------- |
| Argentina | Belgien       |
| Kanada    | Nederländerna |
| Kuba      | Polen         |
| Peru      | Puerto Rico   |

###### Grupp N
| 8 augusti 2014 Microestadio Zamora, Buenos Aires Speltid: 1:25 - Åskådare: 1 254  | Kanada    | 0 - 3 | Kuba   | 25-27, 18-25, 22-25               |
| 8 augusti 2014 Microestadio Zamora, Buenos Aires Speltid: 1:25 - Åskådare: 1 254  | Argentina | 3 - 0 | Peru   | 25-27, 18-25, 22-25               |
| 9 augusti 2014 Microestadio Zamora, Buenos Aires Speltid: 2:21 - Åskådare: 3 480  | Kuba      | 2 - 3 | Peru   | 25-27, 30-28, 23-25, 25-22, 13-15 |
| 9 augusti 2014 Microestadio Zamora, Buenos Aires Speltid: 2:25 - Åskådare: 4 250  | Argentina | 3 - 1 | Kanada | 25-22, 23-25, 25-21, 25-16        |
| 10 augusti 2014 Microestadio Zamora, Buenos Aires Speltid: 1:25 - Åskådare: 2 980 | Peru      | 0 - 3 | Kanada | 21-25, 20-25, 22-25               |
| 10 augusti 2014 Microestadio Zamora, Buenos Aires Speltid: 2:01 - Åskådare: 3 695 | Argentina | 3 - 1 | Kuba   | 25-21, 25-15, 28-30, 25-22        |

###### Grupp O
| 8 augusti 2014 Topsport Centre Doetinchem, Doetinchem Speltid: 1:32 - Åskådare: 700    | Belgien       | 3 - 0 | Polen         | 25-20, 25-19, 25-12               |
| 8 augusti 2014 Topsport Centre Doetinchem, Doetinchem Speltid: 2:26 - Åskådare: 1 100  | Nederländerna | 2 - 3 | Puerto Rico   | 25-23, 25-20, 21-25, 22-25, 13-15 |
| 9 augusti 2014 Topsport Centre Doetinchem, Doetinchem Speltid: 1:58 - Åskådare: 1 050  | Puerto Rico   | 3 - 1 | Polen         | 25-18, 25-18, 18-25, 25-22        |
| 9 augusti 2014 Topsport Centre Doetinchem, Doetinchem Speltid: 1:31 - Åskådare: 1 650  | Nederländerna | 3 - 0 | Belgien       | 25-22, 26-24, 25-20               |
| 10 augusti 2014 Topsport Centre Doetinchem, Doetinchem Speltid: 1:29 - Åskådare: 900   | Puerto Rico   | 0 - 3 | Belgien       | 16-25, 22-25, 26-28               |
| 10 augusti 2014 Topsport Centre Doetinchem, Doetinchem Speltid: 1:19 - Åskådare: 1 650 | Polen         | 0 - 3 | Nederländerna | 18-25, 21-25, 20-25               |

##### Sluttabell
| Pos. | Lag           | Pt | M | V | F | SV | SF | Kvot  | PV  | PF  | Kvot  |
| ---- | ------------- | -- | - | - | - | -- | -- | ----- | --- | --- | ----- |
| 1    | Nederländerna | 23 | 9 | 8 | 1 | 26 | 7  | 3.714 | 771 | 644 | 1.197 |
| 2    | Puerto Rico   | 19 | 9 | 7 | 2 | 21 | 12 | 1.750 | 756 | 695 | 1.088 |
| 3    | Belgien       | 19 | 9 | 6 | 3 | 21 | 9  | 2.333 | 714 | 629 | 1.135 |
| 4    | Polen         | 14 | 9 | 5 | 4 | 17 | 17 | 1.000 | 738 | 752 | 0.981 |
| 5    | Argentina     | 13 | 9 | 4 | 5 | 14 | 17 | 0.778 | 718 | 715 | 1.004 |
| 6    | Peru          | 9  | 9 | 3 | 6 | 12 | 18 | 0.667 | 713 | 757 | 0.942 |
| 7    | Kanada        | 6  | 9 | 2 | 7 | 11 | 23 | 0.478 | 701 | 790 | 0.887 |
| 8    | Kuba          | 5  | 9 | 1 | 8 | 9  | 24 | 0.375 | 666 | 795 | 0.838 |

#### Division 3

##### Första helgen
| Grupp P    | Grupp Q   |
| ---------- | --------- |
| Australien | Algeriet  |
| Kroatien   | Bulgarien |
| Kazakstan  | Kenya     |
| Tjeckien   | Mexiko    |

###### Grupp P
| 25 juli 2014 Baluan Sports Palace, Almaty Speltid: 2:12 - Åskådare: 430   | Kroatien   | 1 - 3 | Tjeckien   | 30-21, 21-25, 25-19, 20-25 |
| 25 juli 2014 Baluan Sports Palace, Almaty Speltid: 1:13 - Åskådare: 1 400 | Kazakstan  | 3 - 0 | Australien | 25-21, 25-16, 25-16        |
| 26 juli 2014 Baluan Sports Palace, Almaty Speltid: 1:22 - Åskådare: 600   | Australien | 0 - 3 | Tjeckien   | 21-25, 14-25, 20-25        |
| 26 juli 2014 Baluan Sports Palace, Almaty Speltid: 2:04 - Åskådare: 1 300 | Kazakstan  | 1 - 3 | Kroatien   | 22-25, 22-25, 27-25, 20-25 |
| 27 juli 2014 Baluan Sports Palace, Almaty Speltid: 1:15 - Åskådare: 500   | Kroatien   | 3 - 0 | Australien | 25-18, 25-12, 25-17        |
| 27 juli 2014 Baluan Sports Palace, Almaty Speltid: 1:54 - Åskådare: 1 900 | Kazakstan  | 1 - 3 | Tjeckien   | 16-25, 24-26, 27-25, 16-25 |

###### Grupp Q
| 25 juli 2014 Gymnasium de la Barrera, Mexico City Speltid: 2:04 - Åskådare: 250   | Algeriet  | 2 - 3 | Bulgarien | 15-25, 25-22, 18-25, 25-23, 17-19 |
| 25 juli 2014 Gymnasium de la Barrera, Mexico City Speltid: 1:40 - Åskådare: 600   | Mexiko    | 1 - 3 | Kenya     | 18-25, 23-25, 25-18, 22-25        |
| 26 juli 2014 Gymnasium de la Barrera, Mexico City Speltid: 2:05 - Åskådare: 250   | Bulgarien | 3 - 2 | Kenya     | 25-20, 23-25, 26-24, 24-26, 15-12 |
| 26 juli 2014 Gymnasium de la Barrera, Mexico City Speltid: 1:20 - Åskådare: 650   | Mexiko    | 3 - 0 | Algeriet  | 25-19, 25-22, 25-23               |
| 27 juli 2014 Gymnasium de la Barrera, Mexico City Speltid: 1:05 - Åskådare: 300   | Kenya     | 3 - 0 | Algeriet  | 25-14, 25-18, 25-13               |
| 27 juli 2014 Gymnasium de la Barrera, Mexico City Speltid: 1:47 - Åskådare: 1 250 | Mexiko    | 1 - 3 | Bulgarien | 23-25, 20-25, 25-23, 21-25        |

##### Andra helgen
| Grupp R   | Grupp S    |
| --------- | ---------- |
| Algeriet  | Australien |
| Kazakstan | Bulgarien  |
| Mexiko    | Kroatien   |
| Tjeckien  | Kenya      |

###### Grupp R
| 1 augusti 2014 City Hall Brno, Brno Speltid: 1:15 - Åskådare: 90  | Mexiko    | 0 - 3 | Kazakstan | 18-25, 16-25, 19-25        |
| 1 augusti 2014 City Hall Brno, Brno Speltid: 1:09 - Åskådare: 435 | Tjeckien  | 3 - 0 | Algeriet  | 25-8, 25-7, 25-17          |
| 2 augusti 2014 City Hall Brno, Brno Speltid: 1:23 - Åskådare: 445 | Mexiko    | 3 - 0 | Tjeckien  | 14-25, 18-25, 19-25        |
| 2 augusti 2014 City Hall Brno, Brno Speltid: 1:13 - Åskådare: 80  | Kazakstan | 3 - 0 | Algeriet  | 25-8, 25-19, 25-17         |
| 3 augusti 2014 City Hall Brno, Brno Speltid: 1:53 - Åskådare: 110 | Algeriet  | 1 - 3 | Mexiko    | 27-29, 25-17, 20-25, 18-25 |
| 3 augusti 2014 City Hall Brno, Brno Speltid: 1:23 - Åskådare: 625 | Tjeckien  | 3 - 0 | Kazakstan | 25-15, 25-20, 25-21        |

###### Grupp S
| 1 augusti 2014 Zatika Hall, Poreč Speltid: 1:02 - Åskådare: 70  | Australien | 0 - 3 | Bulgarien  | 14-25, 19-25, 13-25               |
| 1 augusti 2014 Zatika Hall, Poreč Speltid: 1:13 - Åskådare: 200 | Kroatien   | 3 - 0 | Kenya      | 25-20, 25-17, 25-22               |
| 2 augusti 2014 Zatika Hall, Poreč Speltid: 1:28 - Åskådare: 60  | Bulgarien  | 3 - 1 | Kenya      | 21-25, 25-8, 25-20, 25-11         |
| 2 augusti 2014 Zatika Hall, Poreč Speltid: 1:47 - Åskådare: 150 | Australien | 1 - 3 | Kroatien   | 18-25, 25-20, 23-25, 16-25        |
| 3 augusti 2014 Zatika Hall, Poreč Speltid: 1:55 - Åskådare: 0   | Kenya      | 3 - 2 | Australien | 25-17, 18-25, 25-21, 22-25, 15-11 |
| 3 augusti 2014 Zatika Hall, Poreč Speltid: 1:57 - Åskådare: 800 | Kroatien   | 1 - 3 | Bulgarien  | 27-25, 24-26, 18-25, 19-25        |

##### Sluttabell
| Pos. | Lag        | Pt | M | V | F | SV | SF | Kvot  | PV  | PF  | Kvot  |
| ---- | ---------- | -- | - | - | - | -- | -- | ----- | --- | --- | ----- |
| 1    | Tjeckien   | 18 | 6 | 6 | 0 | 18 | 2  | 9.000 | 502 | 373 | 1.346 |
| 2    | Bulgarien  | 16 | 6 | 6 | 0 | 18 | 7  | 2.571 | 597 | 494 | 1.209 |
| 3    | Kroatien   | 12 | 6 | 4 | 2 | 14 | 8  | 1.750 | 529 | 481 | 1.100 |
| 4    | Kazakstan  | 9  | 6 | 3 | 3 | 11 | 9  | 1.222 | 455 | 426 | 1.068 |
| 5    | Kenya      | 9  | 6 | 3 | 3 | 12 | 12 | 1.000 | 503 | 516 | 0.975 |
| 6    | Mexiko     | 6  | 6 | 2 | 4 | 8  | 13 | 0.615 | 452 | 495 | 0.913 |
| 7    | Australien | 1  | 6 | 0 | 6 | 3  | 18 | 0.167 | 382 | 500 | 0.764 |
| 8    | Algeriet   | 1  | 6 | 0 | 6 | 3  | 18 | 0.167 | 375 | 510 | 0.735 |

### Slutspelsrundan

#### Division 1[3]

##### Final Six

###### Resultat
| 20 augusti 2014 Ariake Coliseum, Tokyo Speltid: 1:54 - Åskådare: 1 000 | Kina      | 3 - 1 | Belgien   | 25-19, 25-27, 25-18, 25-15        |
| 20 augusti 2014 Ariake Coliseum, Tokyo Speltid: 2:16 - Åskådare: 1 800 | Turkiet   | 3 - 2 | Brasilien | 25-18, 25-23, 21-25, 19-25, 15-12 |
| 20 augusti 2014 Ariake Coliseum, Tokyo Speltid: 2:07 - Åskådare: 7 000 | Japan     | 3 - 1 | Ryssland  | 22-25, 25-20, 25-21, 25-17        |
| 21 augusti 2014 Ariake Coliseum, Tokyo Speltid: 1:23 - Åskådare: 1 000 | Ryssland  | 3 - 0 | Belgien   | 25-23, 25-16, 25-19               |
| 21 augusti 2014 Ariake Coliseum, Tokyo Speltid: 1:30 - Åskådare: 2 000 | Brasilien | 3 - 0 | Kina      | 25-23, 25-20, 25-21               |
| 21 augusti 2014 Ariake Coliseum, Tokyo Speltid: 1:31 - Åskådare: 7 000 | Japan     | 3 - 0 | Turkiet   | 25-13, 25-17, 25-17               |
| 22 augusti 2014 Ariake Coliseum, Tokyo Speltid: 2:45 - Åskådare: 1 500 | Turkiet   | 2 - 3 | Ryssland  | 22-25, 24-26, 25-13, 27-25, 12-15 |
| 22 augusti 2014 Ariake Coliseum, Tokyo Speltid: 1:12 - Åskådare: 2 500 | Belgien   | 0 - 3 | Brasilien | 10-25, 12-25, 12-25               |
| 22 augusti 2014 Ariake Coliseum, Tokyo Speltid: 1:36 - Åskådare: 7 500 | Kina      | 0 - 3 | Japan     | 21-25, 17-25, 21-25               |
| 23 augusti 2014 Ariake Coliseum, Tokyo Speltid: 2:35 - Åskådare: 1 800 | Turkiet   | 2 - 3 | Kina      | 22-25, 25-18, 25-22, 23-25, 19-21 |
| 23 augusti 2014 Ariake Coliseum, Tokyo Speltid: 1:26 - Åskådare: 4 500 | Ryssland  | 0 - 3 | Brasilien | 12-25, 21-25, 20-25               |
| 23 augusti 2014 Ariake Coliseum, Tokyo Speltid: 1:30 - Åskådare: 7 800 | Japan     | 3 - 0 | Belgien   | 26-24, 25-16, 25-15               |
| 24 augusti 2014 Ariake Coliseum, Tokyo Speltid: 2:20 - Åskådare: 2 500 | Kina      | 2 - 3 | Ryssland  | 25-21, 25-14, 22-25, 20-25, 13-15 |
| 24 augusti 2014 Ariake Coliseum, Tokyo Speltid: 1:58 - Åskådare: 4 200 | Belgien   | 1 - 3 | Turkiet   | 26-24, 21-25, 23-25, 20-25        |
| 24 augusti 2014 Ariake Coliseum, Tokyo Speltid: 1:36 - Åskådare: 8 000 | Brasilien | 3 - 0 | Japan     | 25-15, 25-18, 27-25               |

###### Sluttabell
| Pos. | Lag       | Pt | M | V | F | SV | SF | Kvot  | PV  | PF  | Kvot  |
| ---- | --------- | -- | - | - | - | -- | -- | ----- | --- | --- | ----- |
| 1    | Brasilien | 13 | 5 | 4 | 1 | 14 | 3  | 4.667 | 405 | 314 | 1.290 |
| 2    | Japan     | 12 | 5 | 4 | 1 | 12 | 4  | 3.000 | 381 | 321 | 1.187 |
| 3    | Ryssland  | 7  | 5 | 3 | 2 | 10 | 10 | 1.000 | 415 | 445 | 0.933 |
| 4    | Turkiet   | 7  | 5 | 2 | 3 | 10 | 12 | 0.833 | 475 | 483 | 0.983 |
| 5    | Kina      | 6  | 5 | 2 | 3 | 8  | 12 | 0.667 | 439 | 443 | 0.991 |
| 6    | Belgien   | 0  | 5 | 0 | 5 | 2  | 15 | 0.133 | 316 | 425 | 0.744 |

#### Division 2[4]
|  | Semifinaler   | Semifinaler |               |         | Final       | Final |  |
|  |               |             |               |         |             |       |  |
|  | Polen         | 0           |               |         |             |       |  |
|  | Polen         | 0           |               |         |             |       |  |
|  | Belgien       | 3           |               |         |             |       |  |
|  | Belgien       | 3           |               | Belgien | 3           |       |  |
|  |               |             |               | Belgien | 3           |       |  |
|  |               |             | Nederländerna | 2       |             |       |  |
|  | Nederländerna | 3           | Nederländerna | 2       |             |       |  |
|  | Nederländerna | 3           |               |         |             |       |  |
|  | Puerto Rico   | 1           |               |         | Brons       | Brons |  |
|  | Puerto Rico   | 1           |               |         |             |       |  |
|  |               |             |               |         |             |       |  |
|  |               |             |               |         | Polen       | 0     |  |
|  |               |             |               |         | Polen       | 0     |  |
|  |               |             |               |         | Puerto Rico | 3     |  |

##### Semifinaler
| 15 augusti 2014 Hala Koszalinie, Koszalin Speltid: 1:28 - Åskådare: 3 000 | Polen         | 0 - 3 | Belgien     | 19-25, 16-25, 15-25        |
| 15 augusti 2014 Hala Koszalinie, Koszalin Speltid: 1:58 - Åskådare: 1 400 | Nederländerna | 3 - 1 | Puerto Rico | 22-25, 31-29, 25-20, 25-12 |

##### Match om tredjepris
| 16 augusti 2014 Hala Koszalinie, Koszalin Speltid: 1:33 - Åskådare: 2 500 | Polen | 0 - 3 | Puerto Rico | 19-25, 17-25, 22-25 |

##### Final
| 16 augusti 2014 Hala Koszalinie, Koszalin Speltid: 2:20 - Åskådare: 1 500 | Belgien | 3 - 2 | Nederländerna | 20-25, 25-23, 25-23, 25-27, 15-10 |

#### Division 3[2]
|  | Semifinaler | Semifinaler |           |          | Final     | Final |  |
|  |             |             |           |          |           |       |  |
|  | Tjeckien    | 3           |           |          |           |       |  |
|  | Tjeckien    | 3           |           |          |           |       |  |
|  | Kroatien    | 2           |           |          |           |       |  |
|  | Kroatien    | 2           |           | Tjeckien | 0         |       |  |
|  |             |             |           | Tjeckien | 0         |       |  |
|  |             |             | Bulgarien | 3        |           |       |  |
|  | Bulgarien   | 3           | Bulgarien | 3        |           |       |  |
|  | Bulgarien   | 3           |           |          |           |       |  |
|  | Kazakstan   | 1           |           |          | Brons     | Brons |  |
|  | Kazakstan   | 1           |           |          |           |       |  |
|  |             |             |           |          |           |       |  |
|  |             |             |           |          | Kroatien  | 3     |  |
|  |             |             |           |          | Kroatien  | 3     |  |
|  |             |             |           |          | Kazakstan | 0     |  |

##### Semifinaler
| 16 augusti 2014 Arena Samokov, Samokov Speltid: 2:23 - Åskådare: 200 | Tjeckien  | 3 - 2 | Kroatien  | 26-28, 25-21, 20-25, 25-21, 15-10 |
| 16 augusti 2014 Arena Samokov, Samokov Speltid: 1:49 - Åskådare: 550 | Bulgarien | 3 - 1 | Kazakstan | 25-16, 25-23, 21-25, 25-14        |

##### Match om tredjepris
| 17 augusti 2014 Arena Samokov, Samokov Speltid: 1:22 - Åskådare: 150 | Kroatien | 3 - 0 | Kazakstan | 25-20, 25-22, 25-17 |

##### Final
| 17 augusti 2014 Arena Samokov, Samokov Speltid: 1:15 - Åskådare: 1 050 | Tjeckien | 0 - 3 | Bulgarien | 16-25, 13-25, 17-25 |

## Slutplaceringar
| Pos | Lag                     | Verdetto                             |
| --- | ----------------------- | ------------------------------------ |
|     | Brasilien               | World Grand Prix 2015 (division 1)   |
|     | Japan                   | World Grand Prix 2015 (division 1)   |
|     | Ryssland                | World Grand Prix 2015 (division 1)   |
| 4   | Turkiet                 | World Grand Prix 2015 (division 1)   |
| 5   | Kina                    | World Grand Prix 2015 (division 1)   |
| 6   | Belgien                 | ▲ World Grand Prix 2015 (division 1) |
| 7   | USA                     | World Grand Prix 2015 (division 1)   |
| 8   | Serbien                 | World Grand Prix 2015 (division 1)   |
| 9   | Sydkorea                | World Grand Prix 2015 (division 1)   |
| 10  | Italien                 | World Grand Prix 2015 (division 1)   |
| 11  | Tyskland                | World Grand Prix 2015 (division 1)   |
| 12  | Thailand                | World Grand Prix 2015 (division 1)   |
| 13  | Dominikanska republiken | ▼ World Grand Prix 2015 (division 2) |
| 14  | Nederländerna           | World Grand Prix 2015 (division 2)   |
| 15  | Puerto Rico             | World Grand Prix 2015 (division 2)   |
| 16  | Polen                   | World Grand Prix 2015 (division 2)   |
| 17  | Argentina               | World Grand Prix 2015 (division 2)   |
| 18  | Peru                    | World Grand Prix 2015 (division 2)   |
| 19  | Kanada                  | World Grand Prix 2015 (division 2)   |
| 20  | Kuba                    | ▼ World Grand Prix 2015 (division 3) |
| 21  | Bulgarien               | ▲ World Grand Prix 2015 (division 2) |
| 22  | Tjeckien                | World Grand Prix 2015 (division 3)   |
| 23  | Kroatien                | World Grand Prix 2015 (division 3)   |
| 24  | Kazakstan               | World Grand Prix 2015 (division 3)   |
| 25  | Kenya                   | World Grand Prix 2015 (division 3)   |
| 26  | Mexiko                  | World Grand Prix 2015 (division 3)   |
| 27  | Australien              | World Grand Prix 2015 (division 3)   |
| 28  | Algeriet                | World Grand Prix 2015 (division 3)   |

## Individuella utmärkelser
| Utmärkelse              | Namn              | Lag       |
| ----------------------- | ----------------- | --------- |
| Mest värdefulla spelare | Yūko Sano         | Japan     |
| Bästa passare           | Danielle Lins     | Brasilien |
| Bästa högerspiker       | Sheilla de Castro | Brasilien |
| Bästa vänsterspiker     | Liu Xiaotong      | Kina      |
| Bästa vänsterspiker     | Miyu Nagaoka      | Japan     |
| Bästa center            | Irina Fetisova    | Ryssland  |
| Bästa center            | Fabiana Claudino  | Brasilien |
| Bästa libero            | Yūko Sano         | Japan     |